# Josef Zengerle
Josef Zengerle (* 17. August 1948 in Hinang bei Sonthofen) war von 1994 bis 2008 ein Abgeordneter der CSU im Bayerischen Landtag für den Stimmkreis Kempten, Oberallgäu.

## Biografie
Zengerle machte nach dem Besuch der Volksschule in Altstädten (seit 1974 ein Ortsteil von Sonthofen) eine Ausbildung zum Landwirt und ging anschließend zwei Jahre auf eine Landwirtschaftliche Fachschule. Danach lernte er den zweiten Beruf Maurer, den er zehn Jahre lang ausübte, bevor er 1974 den Hof der Eltern übernahm. Danach führte er den Betrieb bis 2011 zusammen mit seinem Sohn, in der Form einer Gesellschaft des bürgerlichen Rechtes, bevor er im Mai 2011 den Betrieb komplett übergab.

### Politik
1978 trat er in die CSU ein, wurde Mitglied des Stadt- und Kreisvorstandes der Partei. Außerdem war er vier Wahlperioden lang Ortsobmann des Bayerischen Bauernverbandes (BBV), in der vierten Wahlperiode stellvertretender Kreisobmann. Des Weiteren ist er seit 1984 Stadtrat in Sonthofen, seit 1990 Kreisrat im Kreistag Oberallgäu.

### Verbandstätigkeit Milcherzeugung Allgäu
Von 1996 bis 2000 war Zengerle Vorsitzender der „Landesvereinigung der Bayerischen Milchwirtschaft“. Seit 2000 ist er Vorsitzender des Werbeausschusses der Landesvereinigung, sowie Vorsitzender des „Milchwirtschaftlichen Vereins Allgäu-Schwaben e.V.“. Er ist zudem Aufsichtsratsvorsitzender der  regionalen Milcherzeugervereinigung „Allgäuer Bergbauernmilch e.G.“ und war für diese Genossenschaft zeitweise Mitglied im Aufsichtsrat der belieferten Allgäuland-Käsereien GmbH. 
Zum 17. Oktober 1994 wurde er in den Bayerischen Landtag gewählt. Zuletzt war er dort Mitglied in den Ausschüssen für „Landwirtschaft und Forsten“ sowie „Landesentwicklung und Umweltfragen“.
Bei den Landtagswahlen 2008 konnte er als Listenkandidat des Bezirks Schwaben aufgrund der hohen Verluste der CSU nicht wieder in den Landtag einziehen.
Zengerle ist römisch-katholischen Bekenntnisses, hat drei Kinder und seit August 2010 verwitwet.